# Talk show (série télévisée)
 (décembre 2020).
Talk-show est un feuilleton télévisé quotidien créé par Jean-Luc Azoulay et diffusé en Belgique sur RTL-TVI et Club RTL dès 1995 mais en France, TF1 refuse la série et ce n'est qu'à partir du 5 décembre 2005 qu'elle sera diffusée sur AB1. Elle est également disponible en intégralité sur la chaîne YouTube Génération Sitcoms depuis le 27 janvier 2021.

## Synopsis
Talk-show est une série racontant l'histoire de l'envers du décor d'une émission animée par Rodolphe et Lisa et produite par Jean-François. La série évoque aussi les différentes relations entre les membres de l'équipe, tantôt amicales, tantôt intimes.
Lisa Garnier est une jeune présentatrice assez solitaire, vivant toute seule dans son appartement et ayant par le passé eu une relation avec Xavier, le directeur des programmes (elle fut à l'époque soupçonnée d'avoir été choisie grâce à cette relation), qui est toujours amoureux d'elle, ainsi qu'avec Rodolphe (avec lequel elle présente son émission). 
Ce dernier est avec Betty, ancienne présentatrice avec Rodolphe de Talk Show (ce qui pourrait expliquer sa jalousie maladive envers Lisa Garnier). Le couple est constamment remis en question, de par les infidélités de Betty (notamment avec Xavier et Patrice Laplace) et la jalousie de celle-ci, qui imagine Rodolphe avoir des maîtresses, notamment Lisa Garnier.
Jean-François est un producteur sympathique mais très impulsif, n'hésitant pas à lever la voix sur sa secrétaire Marylin (en couple avec Eddy Desfossés, journaliste qui intègrera l'émission pour la partie actualités) et devant supporter les intempestives blagues de Roro et Gégé, deux autres présentateurs de l'émission (dans la catégorie humour).

## Commentaires
Roro et Gégé font souvent référence à une certaine Véra Claudel, une autre animatrice de la chaîne. Ce nom sera celui du personnage incarné par Agnès Dhaussy dans la série Island Détective.
Le célèbre décor de la cafétéria (présent dans les séries Premiers Baisers et Les Années Fac) est visible dans l'épisode 8.
D'après Isabelle Bouysse, la série aurait été refusée par TF1 car Jean-Luc Azoulay se serait inspiré des personnes travaillant à TF1 pour créer ses personnages et il aurait repris les ragots qui circulait à l'époque au sein de la chaîne.
Caroline Louppe, qui apparaît dans un épisode, était directrice artistique et scénariste chez AB à cette époque là.
Jean-Pierre Spiero et Michel Klein, qui ont tous deux travaillé pour le Club Dorothée, jouent ici leur propre rôle.

## Distribution

### Animateurs
- Isabelle Bouysse : Lisa Garnier
- Francis Boulogne : Rodolphe
- Jean-François Cayrey : Gégé
- Eric Gambart : Roro
- Jean-Pierre Rochette : Eddy Desfossés
- Michel Klein : lui-même

### Équipe technique
- Claude Sesé : Jean-François Gorbievitch, le producteur de l'émission
- Jean-Pierre Hébrard : Xavier Berger, le directeur des programmes
- Marylin Valverde : Marylin, la secrétaire de Jean-François
- Bérangère Jean : Nathalie, la secrétaire de Rodolphe
- Armelle Chasseur : Valentine, la secrétaire de Lisa
- Carole Keeper: Mado, la maquilleuse de Lisa
- Caroline Louppe : Caroline, chargée de l’accueil
- Laurent Klug : le coiffeur de Rodolphe
- Jean-Philippe Azema : Patrice Laplace, présentateur du 20h
- ? : Franck Gourniot, le président de la chaîne (épisode 9)
- Jean-Pierre Spiero : le réalisateur

### Autres
- Agnès Blanchot : Betty Klebert, la fiancée de Rodolphe
- Patricia Couvillers : Angélique, la domestique de Rodolphe
- Caroline Berg : Pascale Mangin, directrice des programmes de variétés

## Guide des épisodes
1. Antenne
2. Réactions
3. Rivalité
4. Jalousies
5. Ce n'est pas au vieux singe…
6. Deux points c'est tout
7. Coup de blues
8. Casting
9. Reprise
10. Renvoi d'ascenseur
11. Folie
12. Une accrocheuse
13. La treizième
14. Attaque en règle
15. Les rames
16. La mygale pour les anciens combattants
17. Faux frère
18. Photos compromettantes
19. Ondes de choc
20. Sourires
21. Montagne
22. Traquenard
23. Une décision difficile
24. Manœuvres
25. Décision
26. Détente
27. Le fan